# Christofer El
Christopher El ou Christopher Long est un acteur et producteur américain.

## Filmographie
Sauf indication contraire, les informations mentionnées dans cette section peuvent être confirmées par la base de données cinématographiques IMDb,  présente dans la section « Liens externes ».
- 2016 : Homicide Hunter: Lt. Joe Kenda (en), série télévisée ; épisode 6.14 Metal on Metal : Nick Collins (sous le nom de Christopher Long)
- 2016 : Outcast, série télévisée : épisode 2.2 the Day after That : patient à l'hôpital (non crédité)
- 2017 : Dirty Dancing, téléfilm de Wayne Blair : danseur du dortoir
- 2018 : Point Man de Phil Blattenberger : Andre 'Casper' Allen (sous le nom de Christopher Long ; également producteur)
- 2020 : No Ringo, court-métrage de Bryce Burton : inspecteur Davis (sous le nom de Christopher Long)
- 2020 : The Block Captain, court-métrage de Hi Def Jones : Nicholas (sous le nom de Christopher Long ; également producteur)
- 2021 : I Made It, court-métrage de Patti Price : père (sous le nom de Christopher Long)
- 2022 : Volkov Origin de George Dibble : officier Gordon Cooper (sous le nom de Christopher Long)

## Récompense
- 2018 : Meilleur rôle masculin au Sydney Indie Film Festival pour Point Man[1].